# Isabel Abedi
Isabel Nasrin Abedi (ur. 3 marca 1967 w Monachium) – niemiecka autorka książek dla dzieci.

## Życiorys
Isabel Abedi urodziła się w Monachium, a wychowała w Düsseldorfie. Po maturze wyjechała na rok do Los Angeles, gdzie pracowała jako opiekunka do dzieci i praktykantka przy produkcji filmów. W Hamburgu zdobyła wykształcenie jako copywriter i w tym zawodzie pracowała przez 13 lat, marzyła jednak o tym, aby na życie zarabiać pisaniem książek dla dzieci. Jej marzenie spełniło się; książki Abedi są tłumaczone na wiele języków i zdobyły wiele nagród.
Obecnie Abedi mieszka w Hamburgu z mężem Eduardo Macedo, brazylijskim muzykiem, i dwiema córkami o imionach Inaíe i Sofia.

## Książki Abedi po polsku
Podane daty dotyczą wydania oryginalnego.

### Cykl o Loli
1. Oto Lola! (2004)
2. Lola dziennikarką (2005)
3. Lola: Tajna misja (2005)
4. Brawo, Lola! (2006)
5. Lola Lwie Serce (2007)
6. Lola w podróży poślubnej (2009)
7. Lola supernianią (2011)
8. Lola gotuje (2013)

### Inne
1. Kraina duchów (2005)
2. Whisper: Nawiedzony dom (2005)
3. Dzisiaj Lucy jest księżniczką (2006)
4. Zakazany świat (2006)
5. Kraina Imago (2006)
6. Isola (2007)
7. Lucian (2009)